# Peter Throckmorton
Edgerton Alvord Throckmorton (30 de julio de 1928 - 5 de junio de 1990), conocido como Peter Throckmorton, fue un fotoperiodista estadounidense y arqueólogo submarino pionero.
Se le recuerda sobre todo por haber fusionado el mundo académico, la arqueometría y el buceo en 1960 para crear una arqueología subacuática responsable: la excavación del pecio de la Edad de Bronce del Cabo Gelidonya. El equipo que reunió trabajó bajo los auspicios de la Universidad de Pensilvania. El proyecto lanzaría la carrera del arqueólogo marino George Bass.
Throckmorton fue miembro fundador de la Sea Research Society y formó parte de su junta de asesores hasta su muerte en 1990. También fue fideicomisario de la National Underwater and Marine Agency (NUMA) e instructor en la Nova Southeastern University. 

## Descubrimientos
- El naufragio del Cabo Gelidonya (c. 1200 a. C.) fue descubierto cerca del cabo del mismo nombre, en Turquía, por Throckmorton en 1959 utilizando información que le proporcionó en Bodrum Kemal Aras, un pescador de esponjas. Aras había visto por primera vez lingotes que formaban parte del cargamento de bronce del barco en 1954, pero no había reconocido que en realidad se trataba de un naufragio de la Edad del Bronce ni, por tanto, su importancia arqueológica. Se cree que el barco era sirio o fenicio.[4] Los miembros del equipo de la primera temporada en 1960, que excavaron con un permiso otorgado a la Universidad de Pensilvania, fueron: Throckmorton, George Bass y su esposa Anne, Claude Duthuit, Honor Frost, Frederic Dumas y Joan du Plat Taylor.
- El naufragio de Yassi Ada (c. siglo IV d. C.) fue descubierto en un antiguo puerto romano completamente sedimentado en Yassi Ada, Turquía, por Peter Throckmorton y Honor Frost en 1958, pero no fue inspeccionado y excavado por completo hasta 1967-69.[5]
- Los restos del Pantano Longarini (c. 600-650 d. C.), encontrados por Peter Throckmorton y Gerhard Kapitän en Pantano Longarini, Sicilia, Italia, en 1965, son de origen griego o del sur de Italia.[6] El informe en el International Journal of Nautical Archaeology fue escrito en coautoría con su esposa, Joan Throckmorton.[7]
- El pecio de Dokós (c. 2250-2050 a. C.) fue descubierto cerca de la isla de Hidra (Grecia) en 1975 por Peter Throckmorton, quien encontró el cargamento de un barco hundido a 20 metros de profundidad. La carga consistía en cerámica cicládica. Este es posiblemente el pecio más antiguo descubierto hasta la fecha.[8]
- El Elissa, el barco de hierro construida en Aberdeen en 1877, fue descubierto por Throckmorton en 1975 mientras descansaba en el astillero de desguace de Perama, Grecia. Por sus líneas y accesorios y su experiencia navegando a bordo de un downeaster cuando era adolescente, conocía al Elissa tal como era: uno de los últimos barcos de aparejo cuadrado que todavía se dedicaba, aunque muy modificado, al contrabando de cigarrillos. Sus esfuerzos, combinados con los del fundador del Museo Marítimo de San Francisco, Karl Kortum, salvaron el barco hasta que pudo encontrar un puerto seguro con la Sociedad Histórica de Galveston. Actualmente está completamente restaurado y se considera uno de los mejores veleros del siglo XIX que aún navegan.

## Vida personal
Nació en 1928 en la ciudad de Nueva York  a los padres Edgerton Alvord Throckmorton y Lucy Norton Leonard que se divorció en la década de 1930.
Había asistido a la Fountain Valley School de Colorado, promoción de 1946, y se registró para el servicio militar en Colorado el 3 de junio de 1946.
Hablaba francés, griego y turco con fluidez.
George Bass escribió sobre él:
«Nacido en Nueva York, finalmente se rebeló contra su entorno privilegiado y huyó del internado en Colorado para buscar aventuras. Trabajó en varios barcos en el Pacífico y finalmente llegó a Hawái, donde aprendió a bucear. Después de cuatro años en el ejército , en Japón y Corea, se matriculó en la Universidad de Hawái y trabajó en una excavación arqueológica terrestre. Aunque nunca se graduó en la universidad, también estudió en el Musée de l'Homme de París».

## Publicaciones
- Peter Throckmorton (1990). The economics of treasure hunting with real life comparisons.
- Peter Throckmorton, ed. (1987). The Sea Remembers: Shipwrecks and Archaeology from Homer's Greece to the Rediscovery of the Titanic, New York: Smithmark Publishers, ISBN 1555840930 Library of Congress: 87-14273.
- Peter Throckmorton (1977). Diving for Treasure, The Viking Press, New York City, y Penguin Books Canada Limited ISBN 0670274496 Library of Congress: 77-6689.
- Peter Throckmorton, ed. History from the Sea, ISBN 0864380445
- Peter Throckmorton (1970). Shipwrecks and Archaeology: The Unharvested Sea, Little, Brown and Company, Boston, y Little, Brown & Company (Canada) Limited, Toronto. Library of Congress: 76-79373
- Peter Throckmorton (1969). Surveying in Archaeology, Aris & Phillips Ltd, ISBN 0-85668-063-X ISBN 978-0856680632.
- Peter Throckmorton (1964). The Lost Ships: An Adventure in Underwater Archaeology. by Peter Throckmorton, Boston and Toronto, 1964. ISBN 0864380445
- Peter Throckmorton (mayo de 1962). «Oldest Known Shipwreck Yields Bronze Age Cargo», National Geographic 121.5: 696-71